# San Antonio, Jáltipan
San Antonio är en ort i Mexiko.   Den ligger i kommunen Jáltipan och delstaten Veracruz, i den sydöstra delen av landet, 500 km öster om huvudstaden Mexico City. San Antonio ligger 17 meter över havet och antalet invånare är 116.
Terrängen runt San Antonio är mycket platt. Runt San Antonio är det ganska glesbefolkat, med 29 invånare per kvadratkilometer. Närmaste större samhälle är Texistepec, 15,2 km nordväst om San Antonio. Omgivningarna runt San Antonio är en mosaik av jordbruksmark och naturlig växtlighet.